# Honky Tonk Angels
Honky Tonk Angels är ett studioalbum utgivet 1993 på skivbolaget Columbia Records av de framgångsrika countryartisterna Dolly Parton, Loretta Lynn och Tammy Wynette. Albumet producerades av Parton och Steve Buckingham. Det hade ryktats om ett projekt med dessa tre artister i mer än ett decennium, dock släpptes bara en singel, "Silver Threads and Golden Needles", som med nöd och näppe tog sig in på listorna.
Skivförsäljningen gav albumet placering 6 på Billboard:s countryalbumlista och placering 42 på Billboard 200, en blev Tammy Wynette näst högst rankade album på poplistorna och Loretta Lynns högsta på poplistan fram till hennes album Van Lear Rose 2005.
Albumet innehåller många så kallade standardmelodier inom countrymusiken, som "It Wasn't God Who Made Honky Tonk Angels" (där Kitty Wells gästsjunger), "Wings of a Dove" (en hitlåt 1960 för Ferlin Husky), "I Forgot More Than You'll Ever Know" (en hitlåt 1953 för The Davis Sisters (countrymusik), även känd som Skeeter Davis, och Betty Jack Davis), "Put it Off Until Tomorrow" (en hitlåt 1966 av Bill Phillips som blev Dolly Partons första framgång som låtskrivare), "Lovesick Blues" (en popstandard då den gjordes känd av Hank Williams', här sjunger trion till en inspelning av Patsy Cline), och "I Dreamed of a Hillbilly Heaven", Tex Ritters hitlåt från 1962 som här innehåller en ny taldialog.
De ursprungliga sångerna av Loretta Lynn och Tammy Wynette är solonummer, med körsång av Parton, medan "Sittin' on the Front Porch Swing" är ett solonummer av Dolly Parton. Albumet innehåller textblad skrivet av Ralph Emery.

## Låtlista
1. It Wasn't God Who Made Honky Tonk Angels (J. D. "Jay" Miller) 2:51
2. Put It Off Until Tomorrow (Dolly Parton/Bill Owens) 2:38
3. Silver Threads and Golden Needles (Jack Rhodes/Dick Reynolds) 2:24
4. Please Help Me I'm Falling (In Love with You)  (Don Robertson/Hal Blair) 2:35
5. "Sittin' on the Front Porch Swing" (Buddy Sheffield) 2:34
6. Wings of a Dove (Bob Ferguson) 2:54
7. I Forgot More Than You'll Ever Know (Cecil Null) 2:12
8. "Wouldn't It Be Great" (Loretta Lynn) 3:03
9. "That's the Way It Could Have Been" (Tammy Wynette) 2:55
10. "Let Her Fly" (Dolly Parton) 3:04
11. Lovesick Blues (Cliff Friend/Irving Mills) 2:18
12. I Dreamed of a Hillbilly Heaven (Hal Sothern/Eddie Dean) 3:32